# Yann Arthus-Bertrand

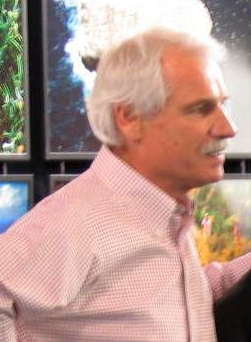
Yann Arthus-Bertrand la expoziţia "Pământul văzut din cer", care a avut loc în oraşul Rouen (Franța) în anul 2006.

Yann Arthus-Bertrand (n. 13 martie 1946) este un fotograf francez renumit pe plan internațional. El s-a specializat inițial pe fotografierea animalelor, dar mai târziu s-a reprofilat pe fotografierea aeriană a diferitelor subiecte din mai multe locații de pe întreg globul. Este autorul a peste 60 de cărți și albume cu fotografii ale peisajelor luate din elicoptere și baloane. Lucrările lui Yann Arthus-Bertrand au fost deseori publicate în revista National Geographic.
Lucrările sale au atât conotații politice, cât și de ordin artistic și au fost prezentate în spații publice din întreaga lume. Arthus-Bertrand este membru al "Academiei de Arte Frumoase din cadrul Institutului Francez".
În anul 1991, el a înființat Agenția Altitude la Paris, prima agenție de presă și bancă de fotografii aeriene din lume (în 2008 avea 500.000 fotografii din peste 100 țări luate în cursul a mai bine de 3.000 ore de zbor). Aceasta este singura de acest gen din lume. În anul 2000, Arthus-Bertrand a organizat o expoziție cu tema Pământul văzut din cer în care a prezentat o colecție de 100.000 de fotografii luate din 76 țări. Unele dintre acestea au fost publicate în cartea sa 365 zile: Pământul văzut din cer și expuse la Londra, Singapore, Polonia, Olanda, Finlanda și în alte părți.
Una dintre cele mai cunoscute fotografii ale lui Yann Arthus-Bertrand este "inima" din Voh (Noua Caledonie), care a fost folosită drept copertă a mai multor cărți ale sale: The Earth from the Air and Earth from Above.

## Premii
- Legiunea de Onoare – pentru realizările sale în domeniul fotografierii naturii.

## Publicații
- 1983 : Lions
- 1984 : Roland Garros 84 (cu Jacques Chancel)
- 1984 : Les Maasai (cu Jacqueline Roumeguère-Eberhardt)
- 1985 : Safari vénitien : Carnaval de Venise (cu Georges Rivière)
- 1986 : Roland Garros (cu Denis Lalanne)
- 1986 : Thierry Sabine, le Dakar 1986 (cu Christian Van Ryswyck)
- 1988 : Venise vue du ciel (cu Patrick Le Guelvout)
- 1988 : L'Île-de-France vue du ciel(cu Anne Arthus-Bertrand)
- 1989 : L'Alsace vue du ciel (cu Anne Arthus-Bertrand)
- 1990 : Paris vu du ciel
- 1991 : Bestiaux (cu Alain Raveneau)
- 1991 : Les Îles de France vues du ciel (cu Dominique Le Brun)
- 1992 : La Loire vue du ciel (cu Jacques Boislève)
- 1992 : Les Chiens (cu André Pittion-Rossillon)
- 1993 : Les Chats (cu Sabine Paquin et Danièle Laruelle)
- 1993 : Côtes de Bretagne vues du ciel - Daniel Yonnet și Yann Arthus-Bertrand
- 1993 : Côtes de Méditerranée vues du ciel (cu Jean Contrucci)
- 1994 : Le Lot vu du ciel (cu Jean-Yves Montagu)
- 1994 : Côtes-d'Armor vues du ciel (cu Jean-Yves Montagu)
- 1994 : Paris, hier et aujourd'hui (cu Caroline Haardt de la Baume și Roger Henrard)
- 1994 : Roland Garros 1994 (cu Patrice Dominguez)
- 1994 : Côtes atlantiques vues du ciel de la Loire aux Pyrénées (cu Gérard Guicheteau)
- 1996 : Paris d'hier et d'aujourd'hui (cu Roger Henrard și Caroline Haardt de la Baume)
- 1996 : La Bourgogne vue du ciel (cu Anne Arthus-Bertrand)
- 1996 : L'Argentine vue d'en haut (cu Félisa Larivière)
- 1997 : Le Kenya vu du ciel (cu Anne Arthus-Bertrand)
- 1997 : Ferrari 250 GTO : 35th Anniversary (în engleză, cu John Lamm și Alberto Martinez)
- 1998 : Les Yvelines vues du ciel au fil de l'Histoire (cu Patrick Wassef)
- 1998 : Le Maroc vu d’en haut (cu Anne Arthus-Bertrand), Éditions de la Martinière
- 1998 : La Turquie vu d’en haut (cu Janine Trotereau), Éditions de la Martinière
- 1998 : L'Égypte vue d'en haut (cu Christiane Desroches Noblecourt)
- 1999 : Le Lion
- 1999 : Paris vu du ciel (cu Gérard Gefen)
- 1999 : La Terre vue du ciel !, Éditions de la Martinière (3 milioane de exemplare în 24 limbi)
- 2000 : 365 jours pour la Terre
- 2000 : Le Lot en Quercy
- 2000 : Roland-Garros 2000
- 2000 : Chats (cu Danièle Laruelle)
- 2000 : Chiens (cu André Pittion-Rossillon)
- 2001 : Être photographe
- 2001 : New York vu d'en haut (cu John Tauranac)
- 2002 : La Grèce vue d’en haut (cu Janine Trotereau), Éditions de la Martinière
- 2002 : Les Côtes d'Armor vues d'en haut (cu Charles Josselin)
- 2002 : Paris vu du ciel (cu Gérard Gefen), Éditions de la Martinière
- 2002 : Des bêtes & des hommes (cu Claude Michelet)
- 2002 : La Terre racontée aux enfants (cu Hubert Comte și David Giraudon)
- 2002 : La Terre vue du ciel !, Éditions de la Martinière, a 12-a ediție (ediție actualizată cu noi fotografii luate după atentatele din 11 septembrie 2001 și catastrofa de la uzina AZF din Toulouse)
- 2002 : L'Archéologie vue du ciel
- 2002 : Disneyland Paris : De l'esquisse à la création (cu Alain Littaye și Didier Ghez)
- 2003 : L'Avenir de la Terre : Le développement durable raconté aux enfants (cu Philippe-J Dubois și Valérie Guidoux)
- 2003 : Le Rhône vu du ciel
- 2003 : Les Yvelines vues du ciel au fil de l'histoire (cu Patrick Wassef)
- 2003 : Revue Dada, numéro 96 (cu Jean Poderos și Sandro Botticelli)
- 2003 : Répertoire chats
- 2003 : Répertoire chiens
- 2003 : Être photographe (1 carte + 1 DVD)
- 2004 : Chevaux (cu Jean-Louis Gouraud)
- 2005 : Le Plus beau cheval du monde (cu Christophe Donner )
- 2005 : Une France vue du ciel (cu Patrick Poivre d'Arvor), Éditions de la Martinière
- 2005 : Les Chats (cu Danièle Laruelle)
- 2005 : Les Chiens (cu André Pittion-Rossillon)
- 2005 : Terre grandeur nature : Les chefs-d'œuvre des plus grands photographes - David Attenborough, Yann Arthus-Bertrand ...
- 2006 : 365 Jours pour réfléchir à notre Terre - Yann Arthus-Bertrand
- 2006 : Algérie vue d’en haut (cu Benjamin Stora, Djamel Souidi și Jean Daniel), Éditions de la Martinière
- 2006 : Nids ethniques (prefața cărții lui Nicolas Reynard și Jean-Louis Marzorati)
- 2006 : Regards partagés sur la Terre (cu Albert Jacquard și Isabelle Delannoy[15])
- 2006 : La Même Flamme : 50 ans de défis et d'exploits Handisport (cu Jean-Claude Killy și Patrick Poivre d'Arvor)
- 2006 : Bestiaux : Un patrimoine français (cu Gérard Larcher și Caroline de Charon)
- 2007 : La Grande Terre
- 2008 : Le Catalogue GoodPlanet.org : 1000 façons de consommer responsable
- 2009 : 6 milliards d'Autres : l'année démarre cu l'exposition au grand palais et la sortie du livre aux éditions la Martinière

## Filmografie
- 1965 : Dis-moi qui tuer în regia lui Étienne Périer : Galland
- 1970 : OSS 117 prend des vacances în regia lui Pierre Kalfon : Yann